# Lindhagensplan

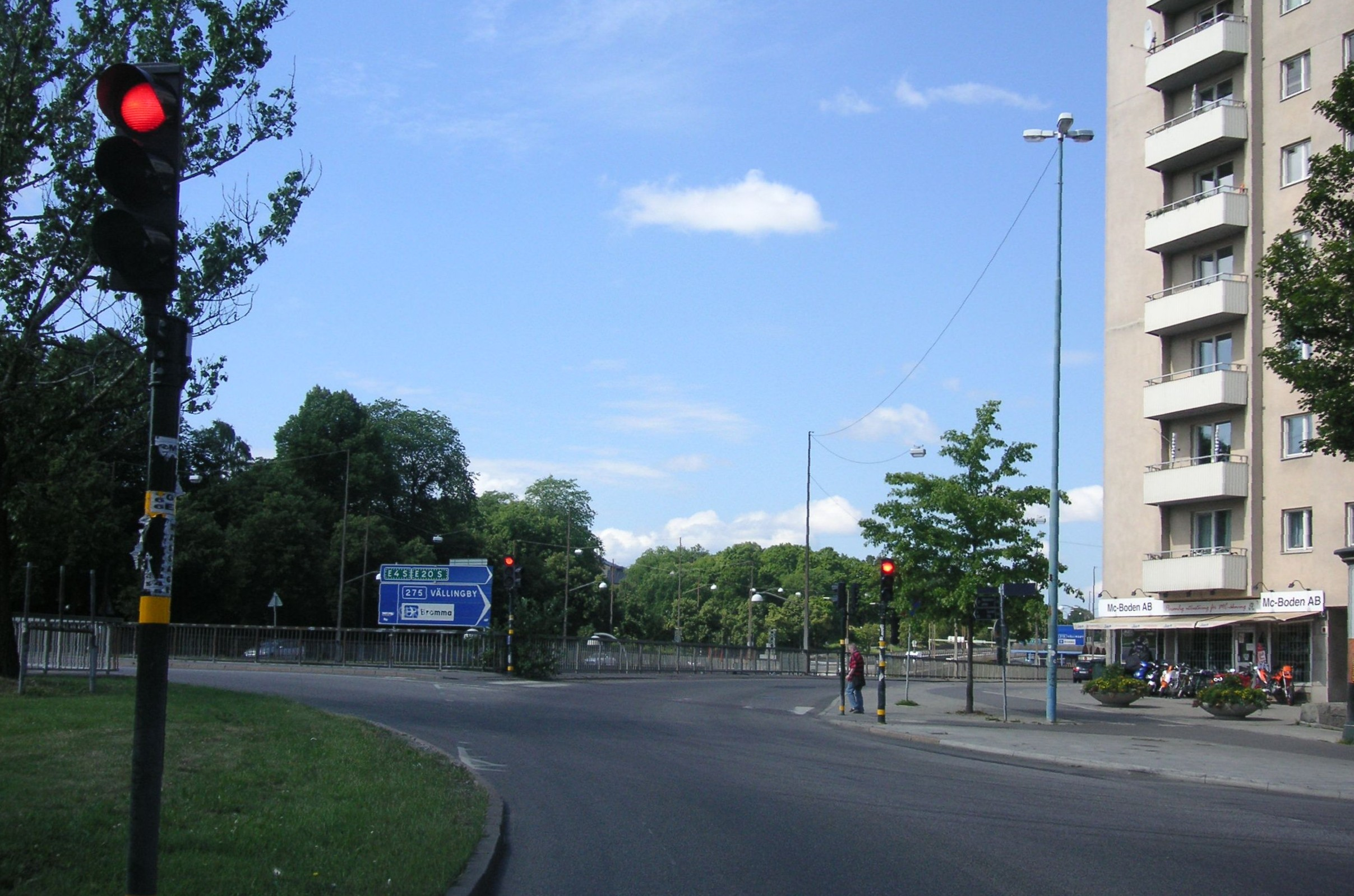
Utfart mot väst, juli 2008.

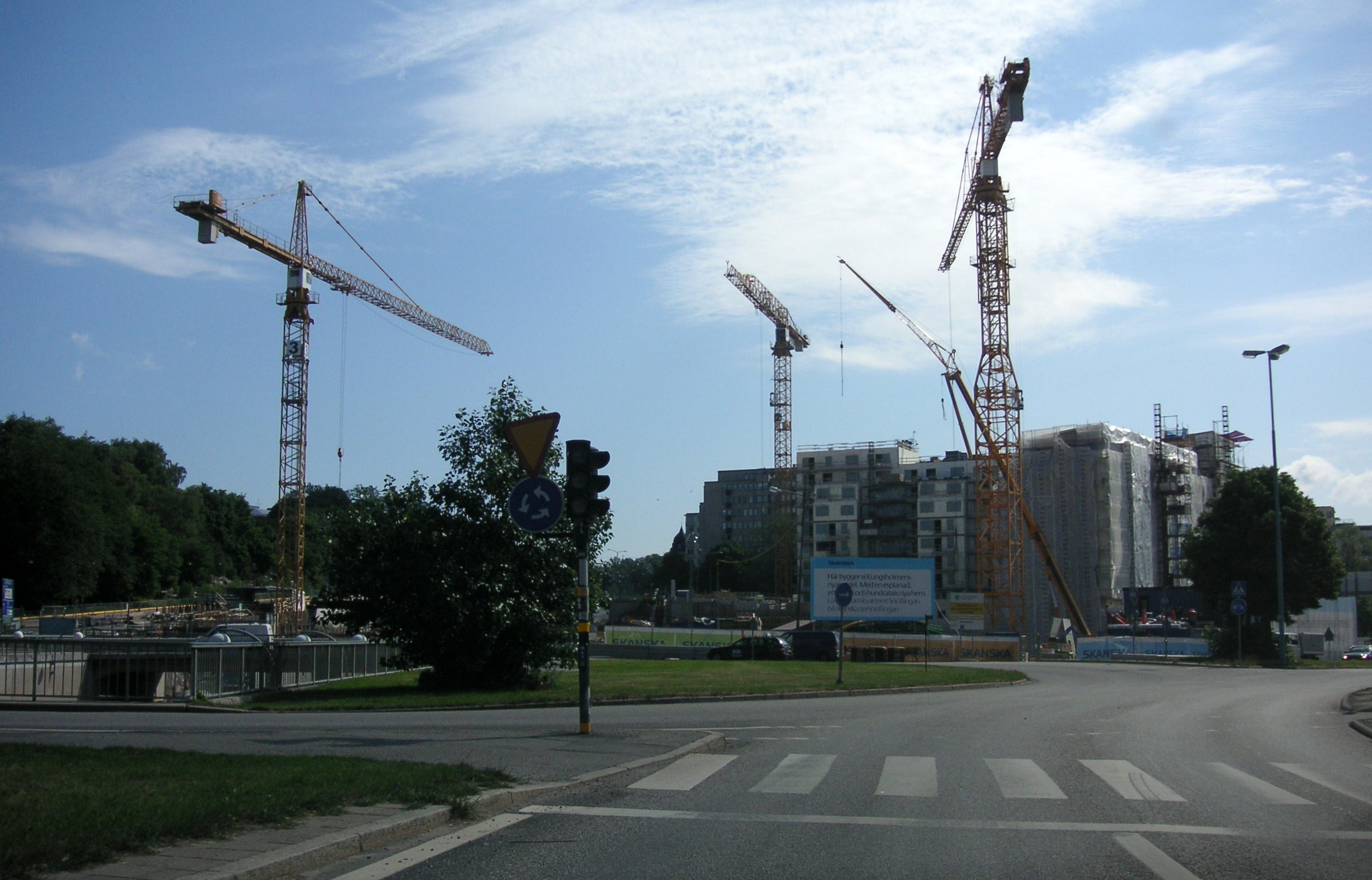
Infart mot öst, juli 2008.

Lindhagensplan är en trafikplats på Kungsholmen i centrala Stockholm. Lindhagensplan förbinder gatutrafiken på Drottningholmsvägen i öst-västlig riktning med trafiken mot Rålambshovsleden och Norr Mälarstrand mot sydost samt Lindhagensgatan mot nordväst. Vid Lindhagensplan sammanstrålar gränsen mellan stadsdelarna Kristineberg och Stadshagen med Mariebergs nordliga gräns. Tunnelbanans gröna linje passerar sedan 1952 under rondellen.
Lindhagensplan fick sitt namn 1938 efter stadsplaneraren Albert Lindhagen. Han var den ledande gestalten bakom Stockholms gaturegleringar på 1860- till 1870-talen. Trafikplatsen var då en vanlig korsning mellan Drottningholmsvägen och Lindhagensgatan. På Karta över de centrala delarna av Stockholm upprättad åren 1938–1940 fanns fortfarande förlängningen av Lindhagensgatan mot Riddarfjärden inritad, som planerades redan i Lindhagens stadsplan från 1866. Någon form av större trafikplats eller rondell syns inte heller på denna karta. Dagens trafikrondell och korsningen med tunnelbanan invigdes 1952.
För närvarande (2008) byggs i kvarteret Snöflingan (tidigare Rålambshovsbacken) ett nytt bostadsområde med hotell. Från Lindhagensrondellen och upp mot Fridhemsplan kommer Drottningholmsvägen och tunnelbanan att däckas över och en esplanad ska anläggas. När arbetet är färdigt kommer bil- och tunnelbanetrafik i området att ske delvis i tunnlar. Den överdäckade esplanaden förses med lokalgator och planteringar som bildar en allé.